# 애플 TV (1세대)

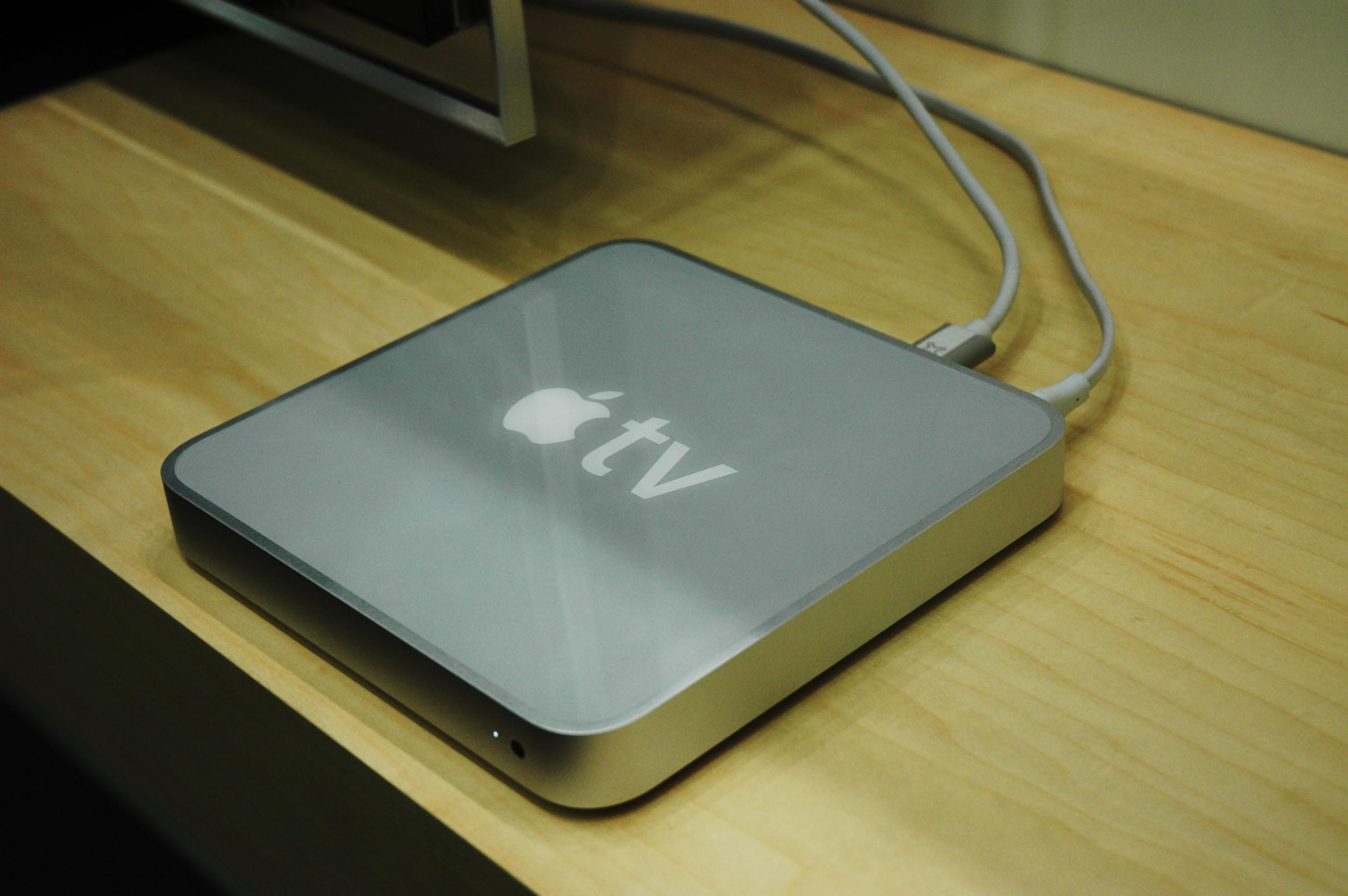
애플 TV

애플 TV(Apple TV)는 애플이 개발한 셋탑박스이다. 2007년 1월 9일 미국 캘리포니아주 샌프란시스코에서 개최된 2007 맥월드에서 키노트 도중 최초로 소개되었고 미국에서 2007년 3월부터 정식으로 발매되었다. (대한민국은 5월 7일 출시)
이전에 iTV라는 코드네임으로 알려졌던 이 제품은, 맥 OS X이나 마이크로소프트 윈도우를 사용하는 컴퓨터에서 아이튠즈를 이용해 디지털 콘텐츠를 스트리밍하는 방식으로 와이드스크린 고선명 텔레비전이나 선명 텔레비전을 통해 사용자에게 스트리밍하는 내용을 보여 주는 방식이다.
2009년 9월 14일부터 40GB 하드 디스크 장착 모델은 생산을 중단하고, 160GB 모델만 판매하였으나, 2010년 2세대 모델의 출시와 함께 단종되었다.

## 발표
애플 TV는 "It's Showtime!"이라는 티저로 2006년 9월 12일 캘리포니아주의 샌프란시스코에서 스티브 잡스가 주최한 열린 스페셜 이벤트에서 처음 언급되었다. 잡스는 이 제품을 소개하면서 "One last thing..."이라는 표현을 썼는데, 이는 그의 유명한 어구 "One more thing..."과 상반되는 것이었다. 또 잡스는 처음에 소개하면서 이렇게 말하기도 했다.
여러분은 영화를 고르고 컴퓨터로 받은 다음 아이팟에 넣을 수 있습니다. 그런데 지난 주말에 구입한 대형 평면 텔레비전은 어떻습니까? 대형 TV에서 보려면 셋톱박스가 필요하겠죠. 그 셋톱박스는 어떻게 컴퓨터와 연결할까요? 온 집안에 깔아야 할까요? 그래서, 저는 콘텐츠를 컴퓨터에서 셋톱박스로, 셋톱박스에서 텔레비전으로 연결하기 위해 무선 네트워크를 이용하는 방식을 설명하고자 합니다. 
You can take a movie, download it to a computer, put it on your iPod. But what about that big flat screen TV you just bought last weekend? You need a box to drive that big screen TV. How's the box going to talk to the computer? Do I want to string cables throughout my house? So I'm going to talk to it using wireless network, to get the content from the computer to the box, from the box to the TV.

## 제원

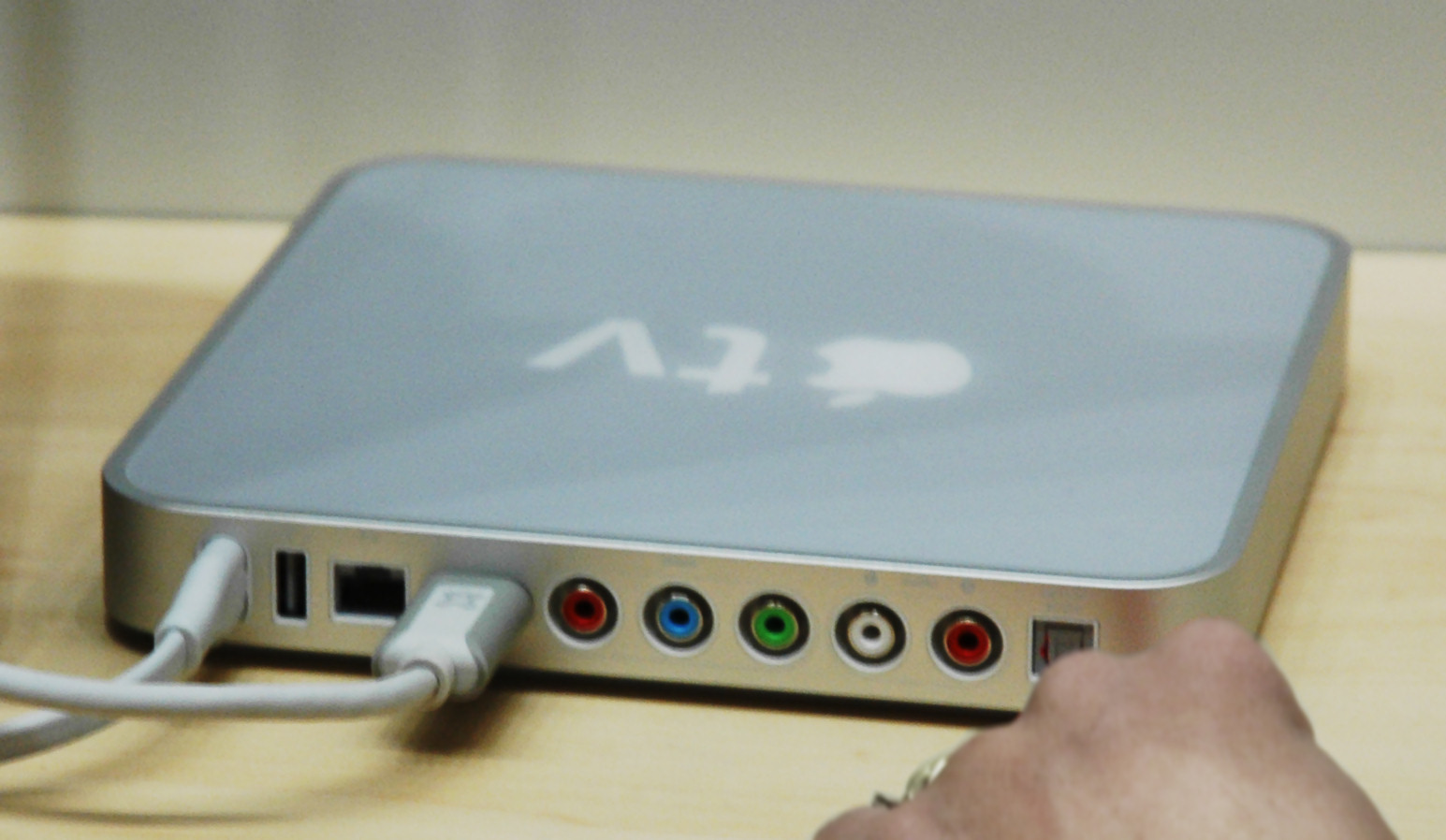
애플 TV의 뒷면 연결부

- 가로 19.7 센티미터, 세로 19.7 센티미터, 높이 2.8 센티미터
- 무게 1.09 킬로그램
- 유니버설 전원 공급 장치 (48W)
- 인텔 펜티엄 M "크롭트온(Crofton)" 프로세서 - 펜티엄 M 도선(Dothan) 기반
  - 1.0 Ghz
  - 2 MB의 L2 캐시
  - 350Mhz 언더클럭 시스템 버스
- 엔비디아 지포스 Go 7400 (64 메가바이트 VRAM)
- USB 2.0
- 160 기가바이트 하드 디스크
- 10BASE-T/100BASE-T 이더넷
- 802.11 b, g, n 무선 인터넷 (에어포트)
- IrDA 수신기, 애플 리모트와 함께 작동함
- HDMI 오디오 & 비디오 출력
  - 720p
- 컴포넌트 비디오
- S/PDIF 디지털 옵티컬 오디오
- RCA 아날로그 스테레오 오디오
- 비디오/오디오 케이블은 포함되지 않음
- 지원하는 영상 코덱
  - H.264, 보호된 H.264
    - 베이스라인 프로파일 LC (640x480x30 순차주사)
    - 베이스라인 프로파일 (320x240x30 순차주사)
    - 기본 프로파일 (1280x720x24 순차주사)

  - MPEG-4 Part 2 단순 프로파일 (640x480x30 순차주사)
- 지원하는 오디오 코덱
  - AAC, 보호된 AAC (16-320kbps)
  - MP3 (16-320kbps VBR)
  - 애플 무손실
  - AIFF
  - WAV
- 지원하는 이미지 포맷
  - JPEG
  - BMP
  - GIF
  - TIFF
  - PNG